# Sonam Topgay Dorji
Sir Raja Sonam Topgay Dorji CIE, auch: Tobgay (Dzongkha: སྟོབས་རྒྱས་རྡོ་རྗེ་; Wylie: Stobs-rgyas Rdo-rje; geb. 1896; gest. 1953) war ein bhutanischer Politiker, der zwischen 1917 und 1952 in der königlichen Regierung von Ugyen Wangchuck und Jigme Wangchuck (dem ersten und dem zweiten König von Bhutan) diente. In dieser Zeit hatte er die Ämter Gongzim (Chief Minister), Deb Zimpon (Chief Secretary) und Trade Agent inne. Damit war Topgay Dorji verantwortlich für die Pflege der Anglo-Bhutanesischen Beziehungen und später der bhutanisch-indischen Beziehungen. Topgays Anschluss an den Westen und an modernistische politische Gruppierungen trug entscheidend zur Entwicklung einer modernen Politik von Bhutan und zur Modernisierung von Bhutan selbst bei.
Topgay Dorji erbte seine Position von seinem Vater, Kazi Ugyen Dorji, der selbst bereits vor der Machtergreifung von Ugyen Wangchuck als Berater eine entscheidende Rolle gespielt hatte und von der Machtergreifung an weiter in einer wichtigen Position stand. Topgay Dorji lebte, arbeitete und starb im Bhutan House, dem Anwesen der Dorjis in Kalimpong, Indien, dem traditionellen administrativen Zentrum des südlichen Bhutan.

## Familie
Topgay war der Sohn von Gongzim Ugyen Dorji, dem Berater von Gongsar Ugyen Wangchuck. Gongzim Ugen Dorji hat den zukünftigen ersten König dahingehend beraten, dass er zwischen dem Britischen Empire und Tibet vermitteln solle, und später, die umfangreiche Ansiedlung von nepalesischen Lhotshampa in Bhutan, wodurch freundschaftliche Verbindungen mit Britisch-Indien entstanden.
Seine Tante väterlicher Seite war Ayi Thubten Wangmo.
Topgay Raja heiratete Prinzessin Mayum Choying Wangmo, sie jüngste Tochter des Chogyal von Sikkim. Die Hochzeit fand am 5. April 1918 im Bhutan House statt. Mit ihr hatte er drei Söhne und zwei Töchter.
Sein ältester Sohn war Jigme Palden Dorji (1919–1964). Dieser wurde 1924 Gouverneur von Haa und folgte dann seinem Vater als der erste Premierminister von Bhutan. Jigme Palden Dorji wurde im Zuge von politischen Kämpfen zwischen modernistischen pro-Dorji und monarchistischen pro-Wangchuck-Faktionen ermordet. Topgays zweiter Sohn Ugyen wurde 1933 geboren. Ugyen war ein geachteter Lama der als Junge im Bhutan House verehrt wurde. Er gewann starken Einfluss in Tibet und der Mongolei. Später wurde er „Ugyen Rimpoche“, oder „Boedhay Rimpoche“ genannt.
Der jüngste Sohn war Lhendup „Lenny“ Dorji (* 6. Oktober 1935). Lhendup diente kurzzeitig als Acting Prime Minister 1964. Noch im selben Jahr ging er freiwillig ins Exil nach Nepal und wohnte später bei Kalimpong.
Topgays ältere Tochter Ashi Tashi Dorji diente als Gyaltshab (Regentin/Repräsentant des Königs) in Ost-Bhutan. 1964 begleitete sie Lhendup ins freiwillige Exil, kehrte aber 1972 nach Bhutan zurück.
Am 5. Oktober 1951 heiratete Topgays jüngere Tochter Ashi Kesang Choden Dorji (* 1930) den dritten König Jigme Dorji Wangchuck, wodurch eine neue Verbindung entstand, die in zahlreichen anderen bhutanesischen Familien für Verstimmung sorgte. Topgay ist somit ebenfalls ein Vorfahre des gegenwärtigen fünften Königs Jigme Khesar Namgyel Wangchuck.

## Leben

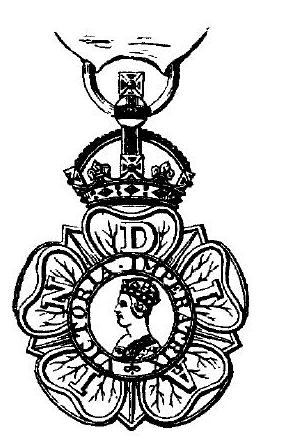
Insignia of the Order of the Indian Empire.

1917 übernahm Topgay das Amt des Gongzim (Chief Minister) von seinem Vater und das Amt des Trade Agent to the Government of Bhutan. Darüber hinaus übernahm er win weiten Teilen die Funktionen eines Premierminister, Außenminister und Botschafter in Indien. Topgay wurde trotz seiner Jugend im Alter von 21 Jahren bereits der engste berater des ersten Königs Ugyen Wangchuck. Von Bhutan House aus diente Sonam Topgay Dorji auch von 1917 bis 1924 als Gouverneur von Haa, welches direkt an die Ländereien anschließt.
Durch seine Position als Handelsvermittler sammelte Topgay und die gesamte Dorji-Familie einen Reichtum der den Wohlstand der königlichen Familie (དབང་ཕྱུག་རྒྱལ་བརྒྱུད་, Wylie: Dbang-phyug Rgyal-brgyud) in den Schatten stellte. Mit Unterstützung seiner Familie förderte er westliche Bildung unter der Jugend von Bhutan, womit er den Weg für spätere Bildungsreformen unter dem dritten König ebnete.
Am 23. April 1948 führte Topgay Dorji die bhutanische Delegation zum vor kurzem unabhängig gewordenen Indien an und traf unter anderem Premierminister Jawaharlal Nehru. Topgay und Nehru begründeten Bhutanisch–Indische Beziehungen, auch aufgrund wachsender Sicherheitsbedenken gegenüber dem kommunistischen China. Bilaterale Gespräche dauerten an bis 8. August 1949 und gipfelten in dem Indo-Bhutan-Vertrag, welcher den ausgelaufenen Treaty of Punakha (1910) ersetzte. Unter der neuen Übereinkunft gab Indien das Gebiet um Deothang zurück, welches 1865 Grund für den Bhutankrieg (Anglo-Bhutanese War) gewesen war.

## Ehrungen
Raja Sonam Topgay Dorji wurde mehrfach mit ausländischen Ehrungen ausgezeichnet. 1917 erhielt er die Titel Rai Bahadur und Raja von König Georg V. 1918 wurde er zum stellvertretenden Minister von Tibet (Kashag-officer of the fourth rank) des 13. Dalai Lama Thubten Gyatsho ernannt. Topgay wurde außerdem am 8. Juni 1944 als Companion des Order of the Indian Empire (CIE) ernannt.

## Tod
Topgay Dorji starb plötzlich im September 1953 im Bhutan House. Die Dorji-Familie führte den plötzlichen Tod auf einen Fluch zurück.